# Alfredo Mostarda
Alfredo Mostarda (Sao Paulo, Brasil; 18 de octubre de 1946 - 28 de marzo de 2025) fue un futbolista brasileño que jugó en la posición de defensa.

## Carrera

### Club
| Periodo   | Club                        |
| --------- | --------------------------- |
| 1966-1979 | SE Palmeiras                |
| 1966      | → EC Cruzeiro (cedido)      |
| 1968      | → CN Marcílio Dias (cedido) |
| 1970      | → Nacional-AM (cedido)      |
| 1970      | → América-SP (cedido)       |
| 1976      | → Coritiba FBC (cedido)     |
| 1977      | → Santos (cedido)           |
| 1980-1983 | EC Taubaté                  |
| 1984      | CD Jorge Wilstermann        |

### Selección nacional
Jugó para Brasil en cuatro ocasiones sin anotar gol y participó en la Copa Mundial de Fútbol de 1974 donde jugó en el partido por el tercer lugar ante Polonia.

## Logros

### Club
- Brasileirao (2): 1973, 1974
- Campeonato Amazonense (1): 1969
- Campeonato Paulista (2): 1972, 1974
- Campeonato Paranaense (1): 1976
- Trofeo Ramón de Carranza (2): 1973, 1974
- Torneo Laudo Natel (1): 1972
- Torneo de Mar del Plata (1): 1972

### Individual
- Bola de Prata (1): 1973